# Gunnersbury
Gunnersbury is een wijk in het Londense bestuurlijke gebied Hounslow, in de regio Groot-Londen.
Gunnersbury heeft een station, dat ook een metrostation is, en in de buurt is een Russisch-orthodoxe kerk.

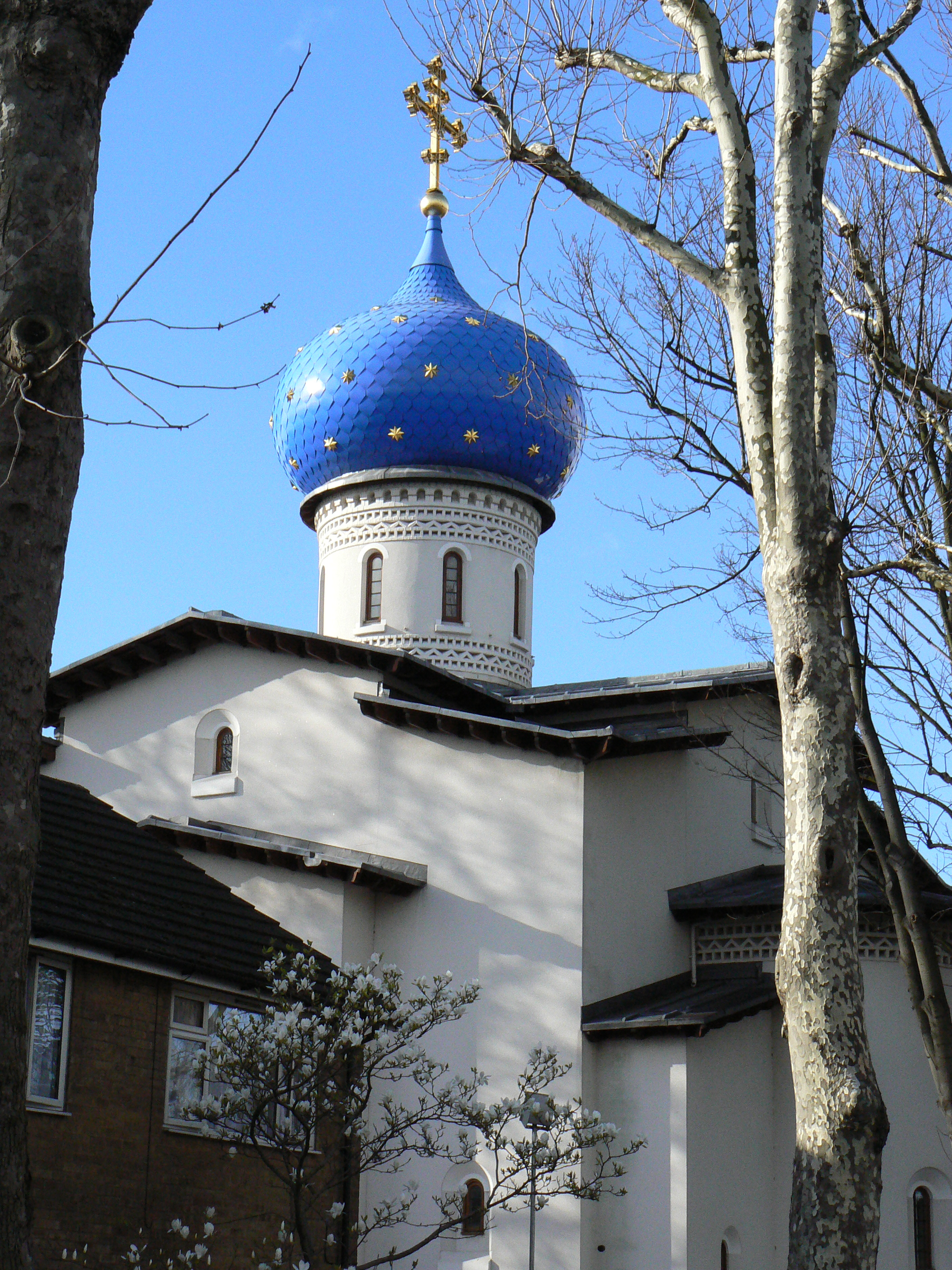
Russische kerk in Gunnersbury.